# Kroatien im Frühmittelalter

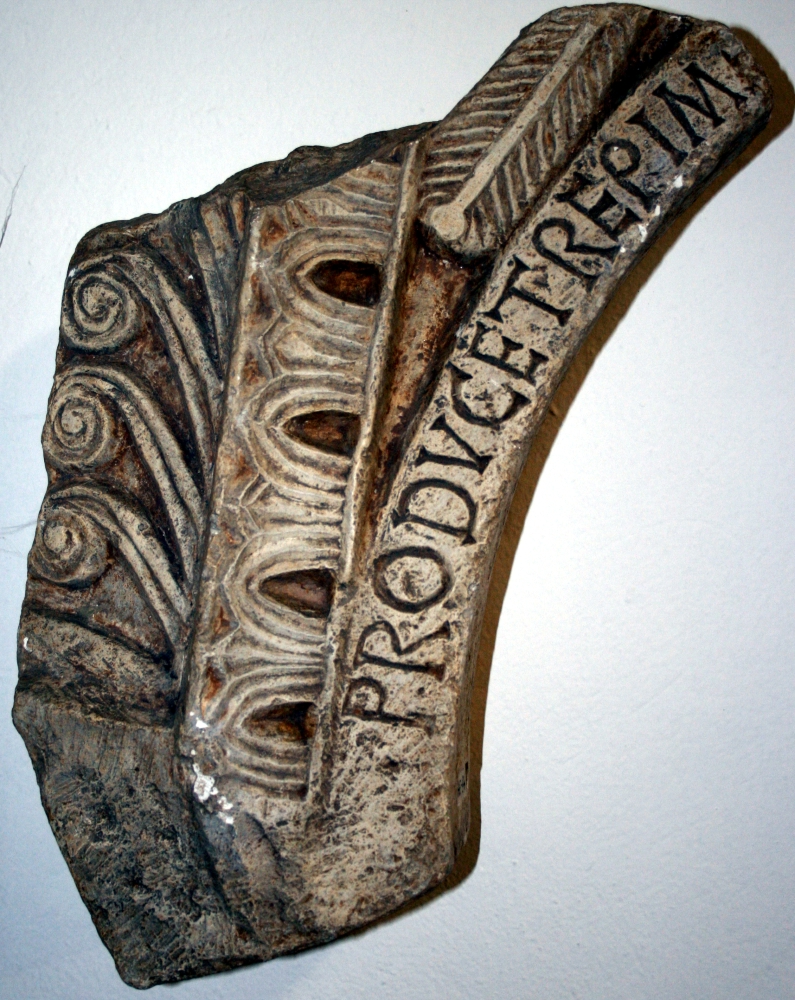
Fragment eines Balkens mit der Inschrift „Pro Duce Trepime(ro)“, Rižinica bei Solin, Gipsabdruck aus der Glyptothek, 9. Jahrhundert

Die Geschichte Kroatiens im Frühmittelalter lässt sich mit der Landnahme südslawischer Stämme im 7. Jahrhundert beginnen, wenn auch Versuche unternommen wurden, die Ethnogenese der Kroaten in die Antike zu versetzen und mit anderen, etwa iranischen Wurzeln zu verbinden. In jedem Fall gelang es der verhältnismäßig kleinen ethnischen Gruppe, sich zwischen dem Reich der Franken und Byzanz, Bulgarien und Ungarn zu halten.
Anders als die benachbarten Serben, wandten sie sich der römischen Kirche zu und entwickelten ein Eigenbewusstsein und eine frühe „Staatlichkeit“. Ein bedeutender Abschnitt und in den Quellen besser zu belegen, ist die Entwicklung zu einem unabhängigen Königreich im 9. Jahrhundert, wobei der Versuch unternommen wurde, eine dynastische Kontinuität zu etablieren. Die Souveränität endete, als das Königreich Ungarn die Kroaten im Jahr 1102 zwang, in eine Personalunion mit dem übermächtigen Nachbarn einzutreten.

## Quellenlage

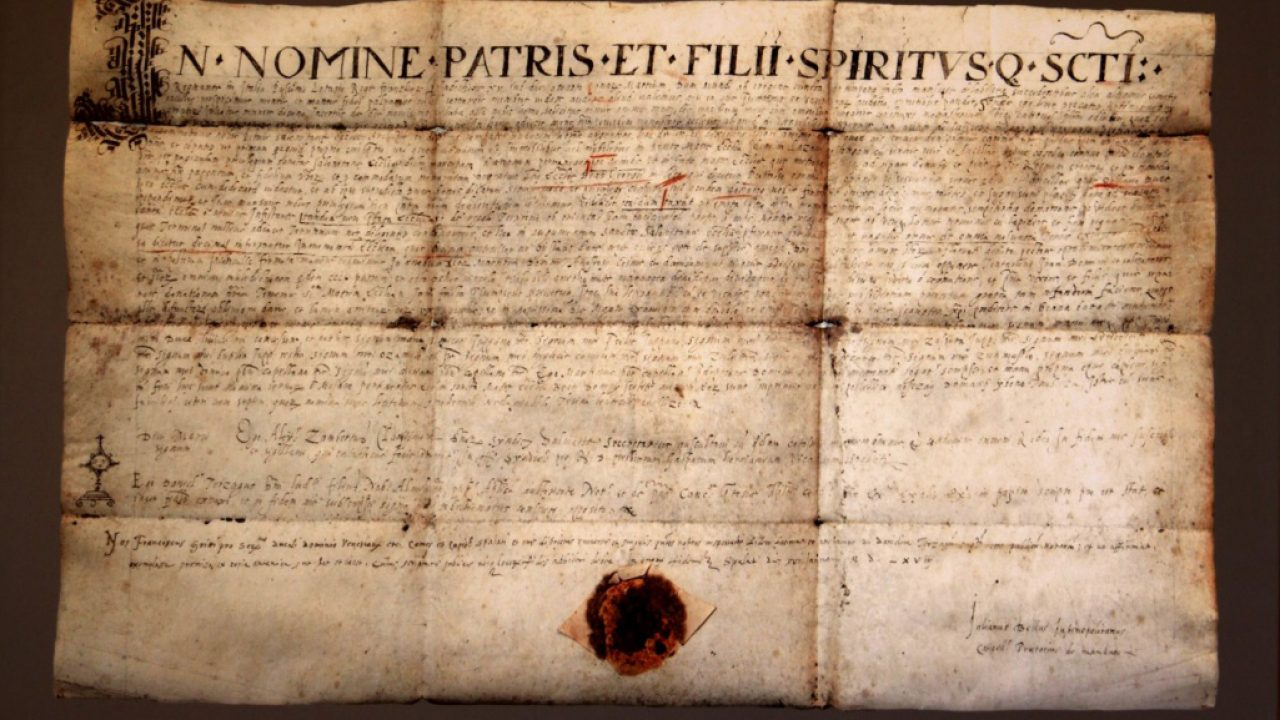
Schenkungsurkunde Trpimirs I. für das Erzbistum Split, wohl von 839/840, häufig auch ins Jahr 852 datiert. Es handelt sich um die älteste Abschrift der ältesten Urkunde eines Herrschers über Kroatien, das Original ist nicht erhalten. Die Abschrift entstand im Jahr 1568. Die Urkunde entstand, so heißt es darin, nach Beratungen Trpimirs mit seinen „iupani“ (wohl Župane) und den Hofleuten; es sollte ein Kloster in Rižinice gebaut werden, nicht weit von Salona entfernt.

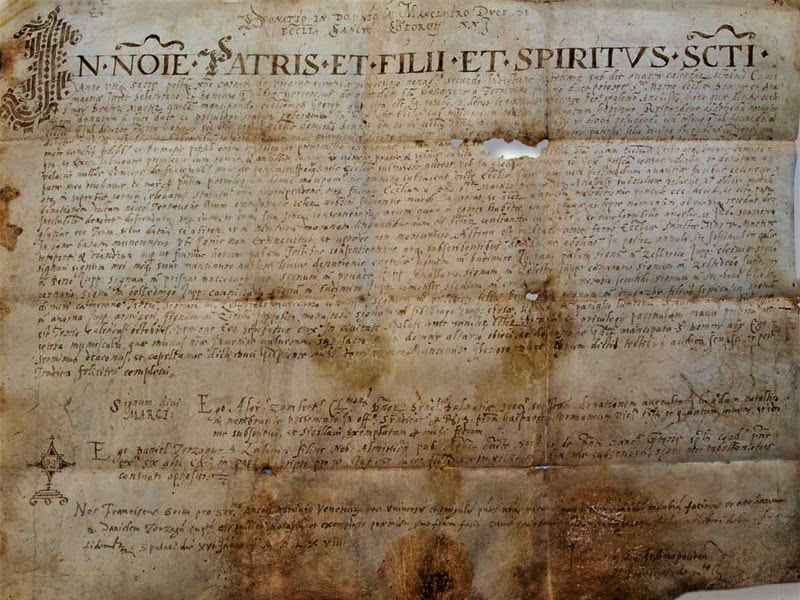
Abschrift einer Urkunde, ausgestellt von Trpimirs Sohn Muncimir im Jahr 892. Sie trägt die Titulatur: „Muncimiro, divino munere Croatorum dux“. Er sah sich also nicht als König eines Landes an, sondern als eine Art Herzog über die Kroaten.

## Ethnogenese

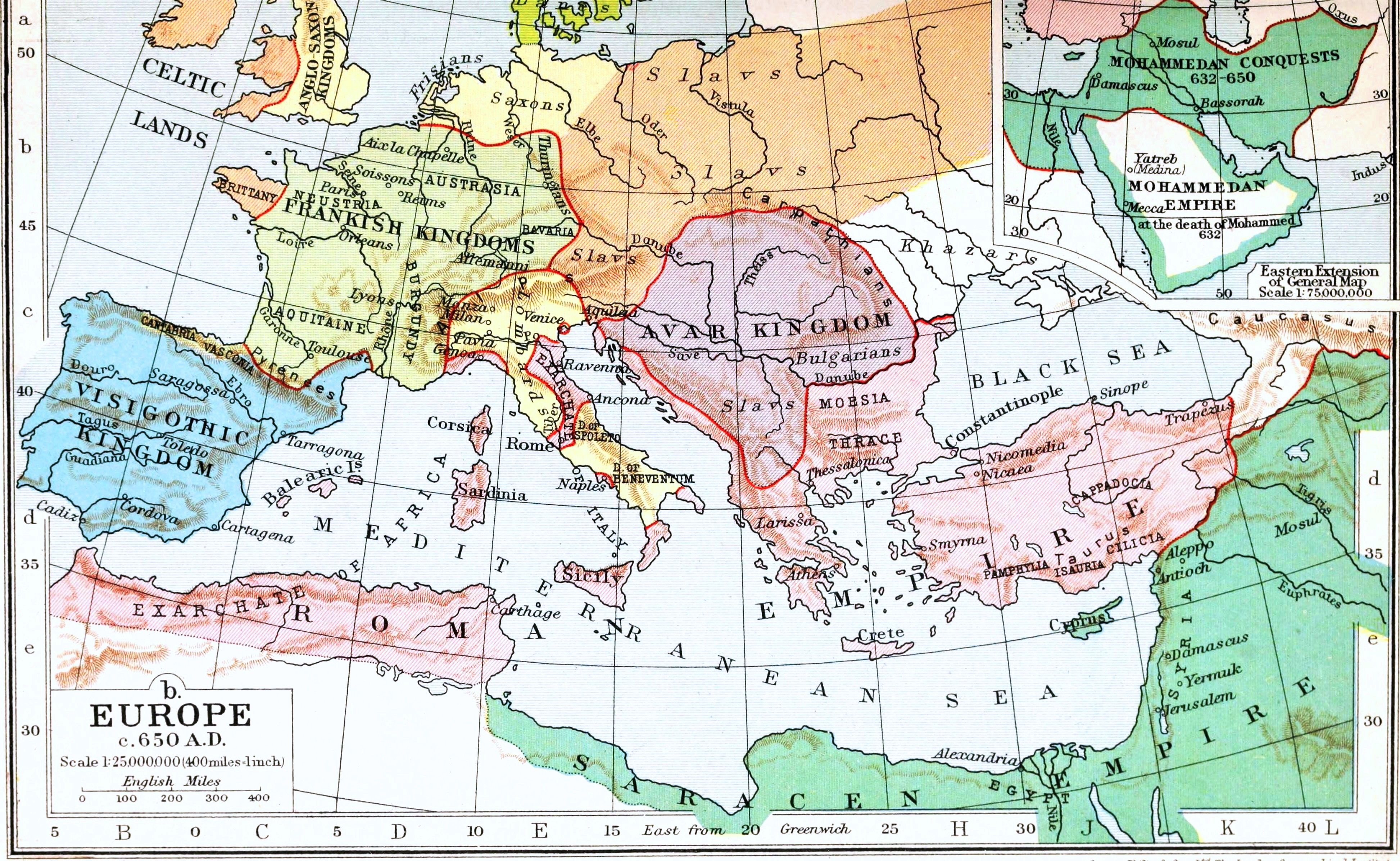
Westasien, Europa und der Mittelmeerraum um 650: Die Awaren wurden für die Zuwanderung der slawischen Völker als zentral angesehen

## Fürstentümer (8. Jahrhundert bis 925)

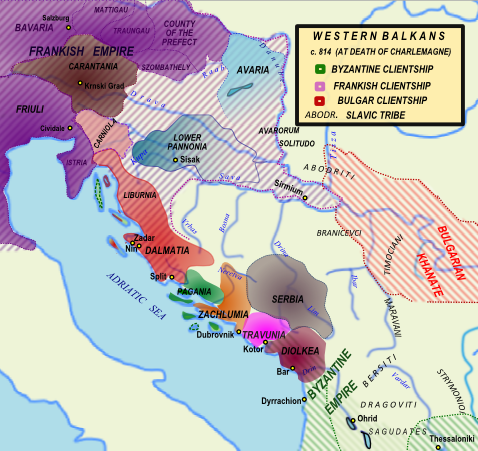
Die Fürstentümer Pannonisch-Kroatien (blau) und Dalmatinisch-Kroatien (rot) im Todesjahr Karls des Großen 814, vor ihrer Vereinigung zum Königreich unter Tomislav.

Herrschaftsgebiet der Bulgaren unter Boris I., Feldzüge von 852 bis 854

## Tomislav (910/914 (?) bis 928), Königskrönung?

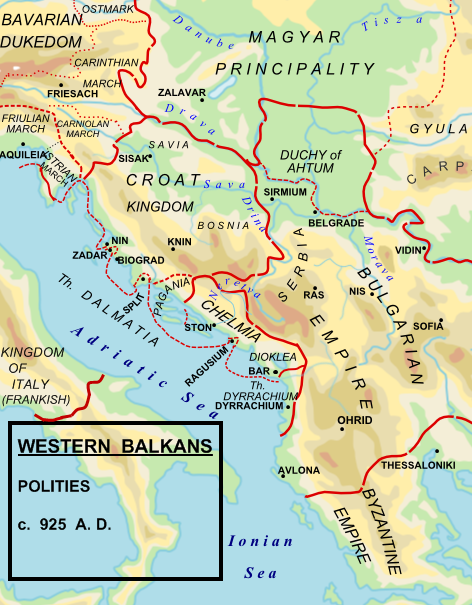
Das Königreich Kroatien und seine Nachbarländer um das Jahr 925

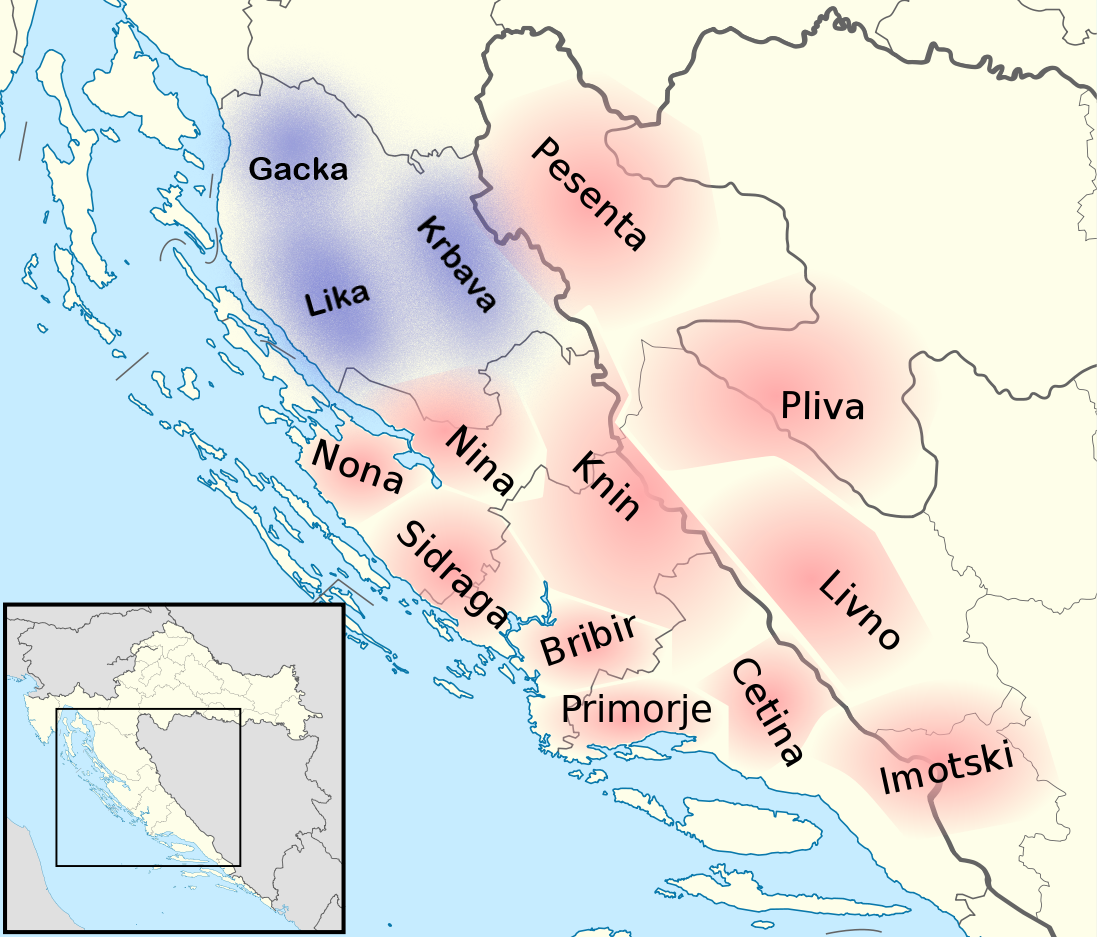
Ungefähre räumliche Zuordnung der Župane

### Christianisierung (ab dem 7. Jahrhundert?), päpstlicher Einfluss (925, 928)

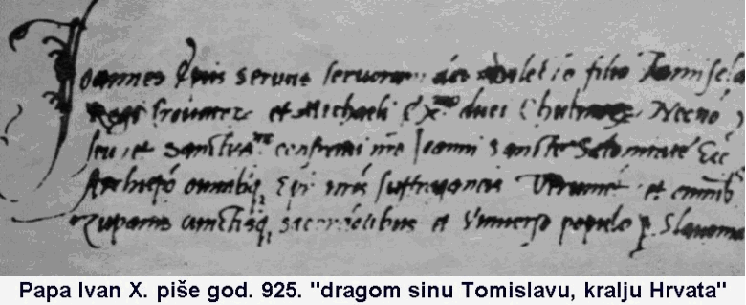
Ausschnitt aus dem Brief von Papst Johannes X. an seinen ‚lieben Sohn Tomislav, König der Kroaten‘ (925): „Joannes episcopus servus servorum dei dilecto filio Tamisclao regi Croatorum“

### Rolle der Kirchenorganisation für die Herrschaftsstrukturen und die ideologische Ausrichtung

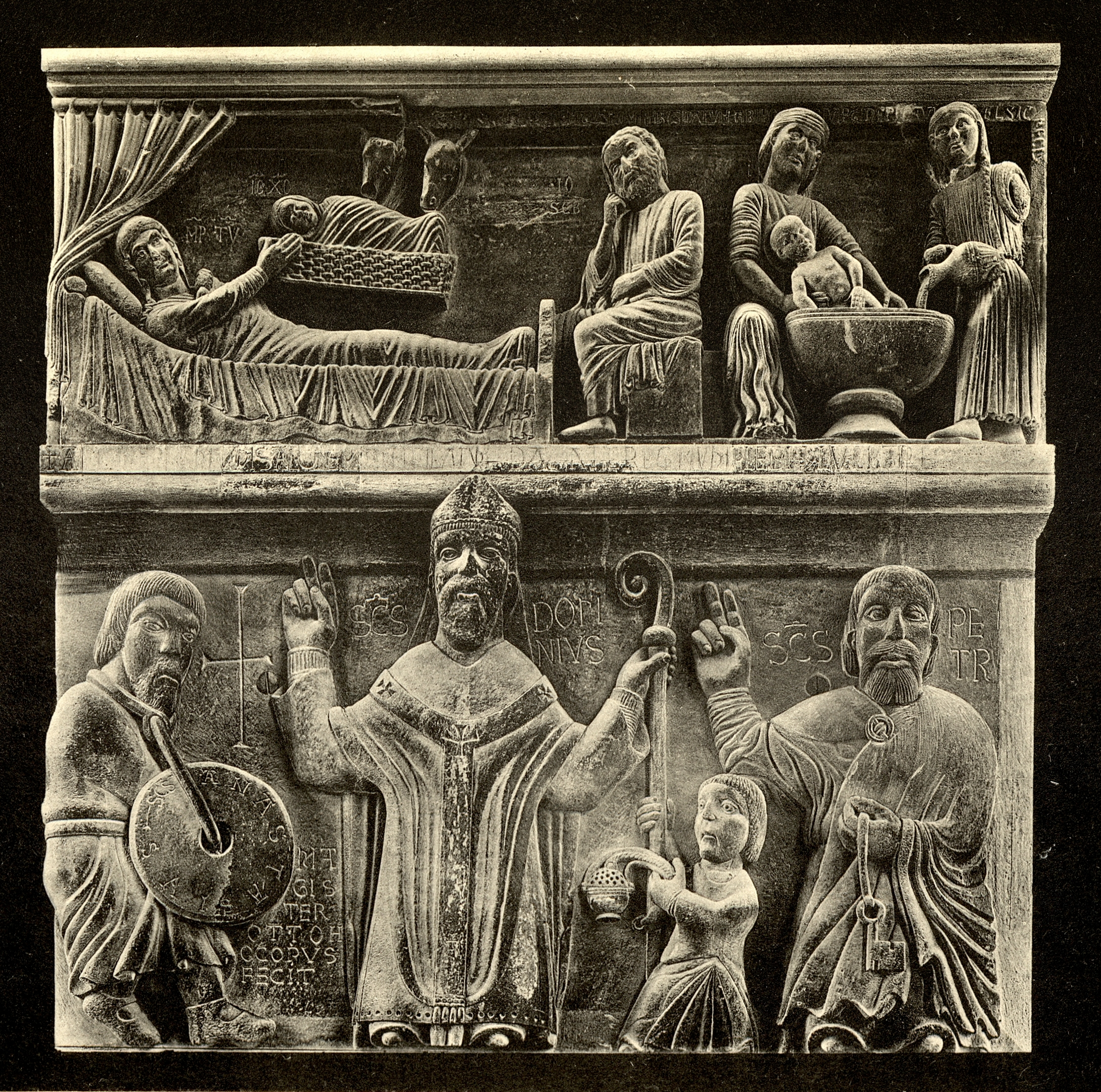
Der als Märtyrer verehrte Anastasius der Tuchwalker (links unten mit dem Mühlstein) und Domnius, der von Petrus (rechts unten) als erster Bischof eingesetzt wird, an der Kathedrale zu Split; Schöpfer des Werkes ist ein „Magister Otto“ („Magister Otto hoc opus fecit“).

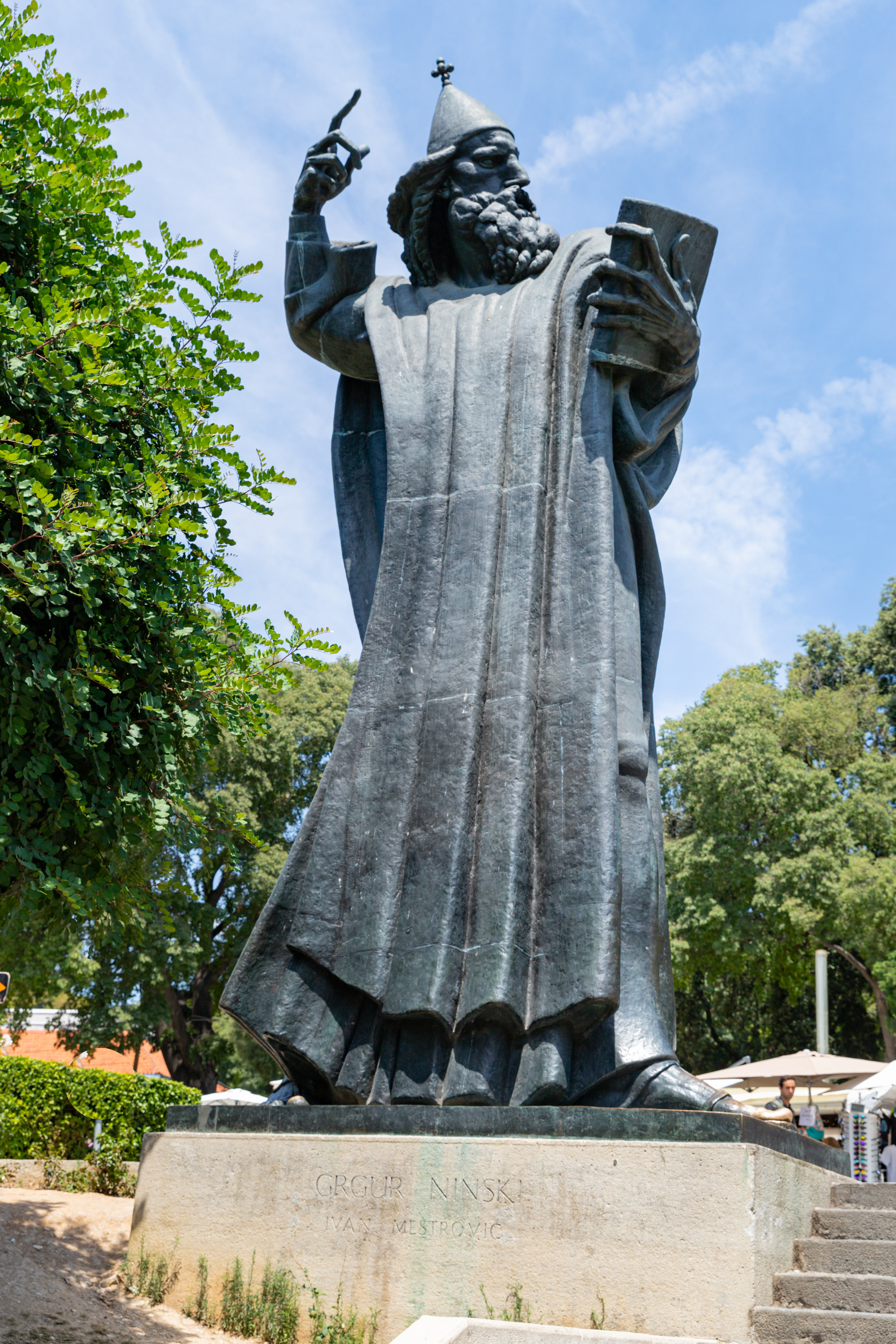
Die monumentale Statue des Gregor von Nin in Split, die von Ivan Meštrović 1929 geschaffen wurde

### Ältere Deutung: Sprachenstreit

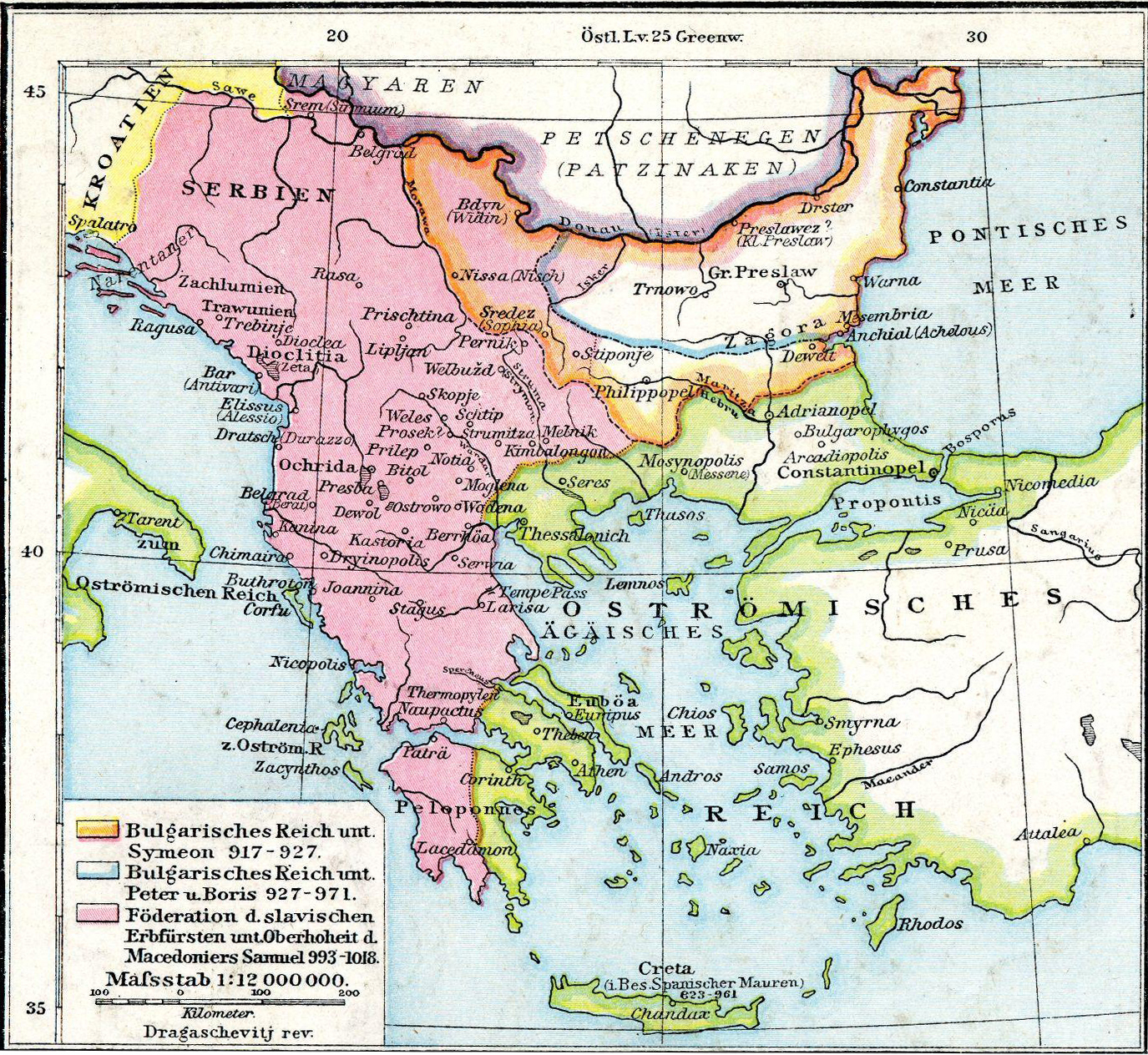
Machtverhältnisse auf dem Balkan und im Ägäisraum, hier vor allem in der Zeit des Zaren Samuel (um 993–1018)